# NGC 7683
NGC 7683 je galaxie v souhvězdí Pegase. Její zdánlivá jasnost je 12,7m a úhlová velikost 1,9′ × 0,9′. Je vzdálená 174 milionů světelných let, průměr má 95 000 světelných let. Galaxii objevil v roce 1865 Gaspare St. Ferrari čočkovým dalekohledem o průměru 22,9 cm.